# Championnats de France d'escalade 2023
Navigation
Édition précédente Édition suivante
Les championnats de France d'escalade de 2023 se décomposent en trois weekends : un pour chaque discipline.
Les championnats de France d'escalade de bloc ont eu lieu les 25 et 26 février à Valence, dans le département de la Drôme. Les titres féminins et masculins sont remportés par Oriane Bertone et Mejdi Schalck.
Le championnat de France d'escalade de vitesse s'est déroulé le 18 mars à Besançon, dans le Doubs. Le titre masculin est remporté par Bassa Mawem et le titre féminin est remporté par Capucine Viglione.
Les championnats de France d'escalade de difficulté ont eu lieu les 10 et 11 juin à Tarbes, dans les Hautes-Pyrénées. Manon Hily et Nao Monchois y sont sacrés Champions de France.

## Palmarès
| Bloc   | Or             | Argent               | Bronze        |
| ------ | -------------- | -------------------- | ------------- |
| Femmes | Oriane Bertone | Selma Elhadj-Mimoune | Flavie Cohaut |
| Hommes | Mejdi Schalck  | Paul Jenft           | Léo Avezou    |

| Vitesse (voie record) | Or                | Argent           | Bronze                 |
| --------------------- | ----------------- | ---------------- | ---------------------- |
| Femmes                | Capucine Viglione | Manon Lebon      | Victoire Andrier       |
| Hommes                | Bassa Mawem       | Pierre Rebreyend | Marius Payet Gaboriaud |

| Difficulté | Or           | Argent      | Bronze        |
| ---------- | ------------ | ----------- | ------------- |
| Femmes     | Manon Hily   | Nolwenn Arc | Salomé Romain |
| Hommes     | Nao Monchois | Jordi Poles | Arsène Duval  |

## Déroulement

### Épreuves de bloc
La compétition de bloc est organisée dans l'enceinte du club d’escalade Minéral Spirit à Valence, dans le département de la Drôme, le weekend des 25 et 26 février.
Pendant l'épreuve des qualifications le samedi, les grimpeurs et grimpeuses sont départagés sur 5 blocs pour lesquels ils disposent de 5 minutes maximum. À l'issue des qualifications, les 20 meilleurs sont qualifiés pour la demi-finale.
Le dimanche matin, pour l'épreuve des demi-finales, les 20 qualifiés sont départagés sur 4 blocs pour lesquels les compétiteurs disposent de 5 minutes. Seuls les 6 meilleurs des demi-finales sont qualifiés pour les finales.
Oriane Bertone et Mejdi Schalck gagnent leur premier titre de champion et championne de France de bloc dans la catégorie séniors en remportant les finales.

### Épreuves de vitesse
C'est à Besançon, dans la salle d'escalade Marie Paradis, qu'est programmé le Championnat de France d'escalade de vitesse le samedi 18 mars.
Bassa Mawem y remporte pour la septième fois le titre masculin, et première fois pour Capucine Viglione.

### Épreuves de difficulté
La compétition est organisée à Tarbes dans la salle Usine Escalade les 10 et 11 juin.
Les épreuves de qualifications ont eu lieu le samedi 10 juin de 10h à 15h : les compétiteurs et compétitrices sont départagés sur 2 voies de qualification. À l'issue des qualifications, les 26 meilleures grimpeuses et les 27 meilleurs grimpeurs sont qualifiés pour la demi-finale.
Les demi-finales ont lieu le même jour de 19h à 21h30. Pendant cette épreuve, les grimpeurs sont départagés sur une seule voie.
Les finales ont eu lieu le lendemain, le dimanche 11 juin pour départager les 8 meilleurs des épreuves précédentes.
La compétition couronne Manon Hily pour la première fois et Nao Monchois pour la première fois.